# میلاوچیچی
میلاوچیچی (به صربی: Milavčići) یک منطقهٔ مسکونی در صربستان است که در کرالیفو واقع شده‌است.